# Чернощёкий цветоед
Чернощёкий цветоед (лат. Dicaeum celebicum) — вид певчих птиц семейства цветоедовых.

## Таксономия
В составе вида выделяют следующие подвиды:
- D. c. celebicum (Müller, 1843) — номинативный подвид, встречается на Сулавеси и близлежащих островах.
- D. c. kuehni (Hartert, 1903) — обитает на архипелаге Туканбеси.
- D. c. sanghirense (Salvadori, 1876) — архипелаг Сангихе.
- D. c. sulaense (Sharpe, 1884) — Сула и Бангаи[англ.].
- D. c. talautense (A. B. Meyer & Wiglesworth, 1895) — Талауд.

D. c. kuehni иногда рассматривается как отдельный вид — Dicaeum kuehni — из-за значительных генетических различий.
D. c. talautense, вероятно, был описан на основе единственного экземпляра — самца из лондонского Музея естествознания.

## Описание

### Внешний вид
Размеры тела составляют около 9 см.
У самцов номинативного подвида оперение верхней части тела чёрное с тусклым фиолетовым отливом. Голова буроватая. Горло белое, на нижней его части и на груди находится ярко-красное пятно. Брюшко кремово-белое, по середине проходит тёмная полоса. Бока серовато-оливковые, подхвостье белое.
У самок верх тела серовато-бурый, горло и грудь беловато-серые, бока серо-оливковые, центр брюшка и подхвостье беловато-охристые.
Радужка у обоих полов тёмная, клюв тёмно-коричневый, ноги чёрные.
Молодые особи внешне похожи на самок, но имеют более тёмную нижнюю часть тела, верхняя часть груди зеленоватая. Клюв бледнее, чем у взрослых.
У самцов D. c. kuehni верх тела имеет более выраженный голубовато-фиолетовый оттенок, низ тела светлее, бока серые. Представители данного подвида крупнее D. c. celebicum.
Самцы D. c. sulaense в целом светлее; голубовато-фиолетовый оттенок ещё более выражен, чем у D. c. kuehni. Бока тёмно-серо-оливковые; полоса по середине брюшка серая, а не чёрная.
Оперение верхней части тела самцов D. c. sanghirense тёмно-синее, брюшко серовато-белое, бока тёмно-серые, с менее выраженным оливковым оттенком.
Самцы D. c. talautense имеют более светлое, синеватое оперение верхней части тела с менее выраженным отливом. Брюшко и бока серовато-чёрные. У самок низ тела темнее, чем у номинативного подвида.
|  |  |  |  |
|  |  |  |  |

### Голос
Высокое пронзительное «цуи-цуи» и высокого металлического «цви», более мягкое короткое «суи-суи-суи» или же щебечущее «чип-чип-чип».

## Распространение
Является эндемиком Индонезии.
Обитает как в горных, так и в низинных первичных и в высоких вторичных лесах, а также на их опушках, на плантациях, в садах и зарослях кустарников. Держится на высоте до 1200 м над уровнем моря.
Точное количество особей неизвестно, но популяция считается стабильной. В своём ареале вид обычен. Помимо прочего, встречается в национальном парке Лоре-Линду.

## Биология
Как и другие представители рода, питается плодами, пыльцой и нектаром лорантовых растений, а также сливы и лантаны сводчатой. Помимо этого, поедает мелких пауков и насекомых. Держится поодиночке или парами.
Информации о сезоне размножения нет.
Гнездо может иметь грушевидную или шарообразную форму, похоже на мешочек, подвешенный к ветке на высоте 1,5-2 м над землёй. В верхней части гнезда сбоку находится входная щель. Гнездо строится из мелкой травы и пуха, украшается веточками, паутиной и опавшими листьями. В кладке 3 белых яйца.